# Secale ciliatiglume
Secale ciliatiglume là một loài thực vật có hoa trong họ Hòa thảo. Loài này được (Boiss.) Grossh. miêu tả khoa học đầu tiên năm 1924.